# Bredon
Bredon est une localité anglaise située dans le comté du Worcestershire.